# Kretania martini
Kretania martinii (Atlassaffierblauwtje) is een vlinder uit de familie van de Lycaenidae. De wetenschappelijke naam van de soort is voor het eerst gepubliceerd in 1867 door Gaston Allard.

## Verspreiding
De soort komt voor in Marokko en Noord-Algerije op hoogten tussen 1400 en 2100 meter.

## Vliegtijd
De soort vliegt in één generatie van half mei tot begin juli afhankelijk van de plaats.

## Waardplanten
De rups leeft op Astragalus incanus, Astragalus massiliensis en Acanthyllis numidia.